# Ха Сок Чжін
Ха Сок Чжін (кор. 하석진, Ha Seok-jin; нар. 4 березня 1982, Сеул, Республіка Корея) — південнокорейський актор кіно і телебачення. Він найбільш відомий за ролями у таких драматичних телесеріалах, як: Radiant Office (2017), Drinking Solo (2016), Акула (2013) та Легендарні відьми (2014), за які отримав дві номінації премії Excellence Award.

## Кар'єра
Він дебютував у сфері розваг у 2005 році в ролі комерційної моделі для Korean Air.

## Фільмографія

### Телевізійна драма
| Рік  | Назва                                | Роль              | Мережа   |
| ---- | ------------------------------------ | ----------------- | -------- |
| 2005 | «Сумна історія кохання»              | Кім Чульсу        | MBC      |
| 2005 | «Принцеса Лулу»                      | Сокджін           | SBS      |
| 2006 | «Доктор Ганг»                        | Кім Чінкю         | MBC      |
| 2006 | «Корейський таємний агент»           |                   | MBC      |
| 2007 | «Якщо кохати… Як вони»               | Кандо             | SBS/Mnet |
| 2007 | «Вітаю! Міс»                         | Хван Чанмін       | KBS 2    |
| 2007 | Спеціальна драма                     | Пак Чанву         | KBS 2    |
| 2008 | «Я щасливий»                         | Кансок            | SBS      |
| 2009 | «Що на обід?»                        | Кім Юсу           | MBC      |
| 2010 | «Великий купець»                     | Кан Юджі          | KBS1     |
| 2010 | «Колись у Сенгкхорі»                 | Чо Мінсон         | tvN      |
| 2011 | «Не можу втратити»                   | Лі Тейон          | MBC      |
| 2011 | «Якщо прийде завтра»                 | Лі Йонгюн         | SBS      |
| 2012 | «Очікування»                         | Ха Сокджін        | MBC      |
| 2012 | «Бездітний комфорт»                  | Ан Сонкі          | jTBC     |
| 2013 | «Не дивись назад: Легенда про Орфея» | О Чунйон          | KBS2     |
| 2013 | «Тричі заміжня жінка»                | Кім Чунгу         | SBS      |
| 2014 | «Легендарні відьми»                  | Нам Вусук         | MBC      |
| 2015 | «День Д»                             | Ха Вуджін         | jTBC     |
| 2016 | «Після завершення гри»               | Пак Рьок          | tvN      |
| 2016 | «Пити соло»                          | Чін Чунсок        | tvN      |
| 2016 | «Щось коло 1 %»                      | Лі Чеін           | DramaX   |
| 2017 | «Лучезарний офіс»                    | Со Вуджін         | MBC      |
| 2018 | «Поема на день»                      | (Камео, 11 серія) | tvN      |
| 2018 | «Ваш помічник по дому»               | Кім Чіун          | KBS2     |
| 2019 | «Незаплановане кохання»              | Рі Му Хьок        | tvN      |
| 2020 | «Коли я була найгарнішою»            | Со Чжін           | MBC      |

### Фільм
| Рік  | Назва                    | Роль      |
| ---- | ------------------------ | --------- |
| 2006 | «Побачимося після школи» | Кан Чеку  |
| 2006 | «Хто із нею переспав»    | Кім Тейо  |
| 2007 | «Нерозривний шлюб»       | Ван Кібек |
| 2008 | «Літній шепіт»           | Юнсу      |
| 2016 | «Лайк за лайк»           | Кан Мінхо |

### Різноманітне шоу
| Рік                 | Назва                      | Мережа | Нотатки     |
| ------------------- | -------------------------- | ------ | ----------- |
| 2010                | The Fox's Butler           | MBC    | Cast Member |
| 2015-теперішній час | Hot Brain: Problematic Men | tvN    | Cast Member |
| 2016                | After The Show Ends        | tvN    | Cast Member |

### Появи у музичних кліпах
| Рік  | Назва пісні                  | Артист             |
| ---- | ---------------------------- | ------------------ |
| 2005 | «As We Live»                 | SG Wannabe         |
| 2005 | «Sin and Punishment»         | SG Wannabe         |
| 2006 | «Because I Love You»         | SG Wannabe & SeeYa |
| 2007 | «Stay»                       |                    |
| 2008 | «I Miss You»                 | SG Wannabe         |
| 2013 | «슬픈약속 (That's My Fault)» | Speed              |
| 2013 | «It's Over»                  | Speed              |
| 2015 | «Along the Days»             | Ха Гак             |

## Нагороди та номінації
| Рік  | Нагорода                 | Категорія                                                | Номінована робота   | Результат |
| ---- | ------------------------ | -------------------------------------------------------- | ------------------- | --------- |
| 2008 | 44-та Премія Пексан      | Кращий новий актор телебачення                           | Я щасливий          | Номінація |
| 2008 | Премія SBS драма         | Нова зірка                                               | Я щасливий          | Перемога  |
| 2014 | Премія MBC драма         | Нагорода за високу майстерність (Актор спеціальних драм) | Легендарні відьми   | Номінація |
| 2014 | Премія SBS драма         | Нагорода за високу майстерність (Актор серіалу)          | Тричі заміжня жінка | Номінація |
| 2015 | 4-та Зіркова премія APAN | Нагорода за високу майстерність (Актор серіалу)          | Легендарні відьми   | Номінація |
| 2017 | 53-тя Премія Пексан      | Найпопулярніший актор телебачення                        | Drinking Solo       | Номінація |
| 2017 | Премія MBC драма         | Нагорода за високу майстерність (Актор мінісеріалу)      | Лучезарний офіс     | Номінація |